# بيت إيرلي
بيت إيرلي (بالإنجليزية: Pete Earley)‏ هو صحفي أمريكي، ولد في 5 سبتمبر 1951 في أريزونا في الولايات المتحدة.

## وصلات خارجية
- الموقع الرسمي